# Scinax rizibilis
Scinax rizibilis är en groddjursart som först beskrevs av Werner C.A. Bokermann 1964.  Scinax rizibilis ingår i släktet Scinax och familjen lövgrodor. IUCN kategoriserar arten globalt som livskraftig. Inga underarter finns listade i Catalogue of Life.